# Repino
Répino (del ruso: Ре́пино) es un posiólok del distrito de Kurortny de la ciudad de San Petersburgo, Rusia.
Fue conocida por su nombre finés como Kuokkala hasta 1948, cuando fue nombrada en honor a su ciudadano más ilustre, Iliá Repin.
Se encuentra a 30 kilómetros (18,6 mi) al noroeste de San Petersburgo, en el Golfo de Finlandia.

## Historia
A principios del siglo XX, Répino (en aquel momento Kuokkala) era parte del Gran Ducado de Finlandia, dentro del Imperio Ruso. Tras la Revolución de 1917, Finlandia se independizó de la RSFS de Rusia. Cuando el istmo de Carelia fue traspasado a la Unión Soviética por parte de Finlandia, debido a la Guerra de Invierno y a la Guerra de Continuación (1939–1944), Kuokkala pasó a formar parte de la URSS. 
En 1948, fue renombrada Répino en honor al pintor Iliá Repin.

## Habitantes famosos
- Mijaíl Botvínnik, Campeón mundial de ajedrez, nacido en Kuokkala en 1911.
- Vladímir Lenin, líder comunista y fundador de la URSS, vivió en Kuokkala entre 1906 y 1907.
- Rosa Luxemburgo, líder de la socialdemocracia alemana y polaca, entre junio y septiembre de 1906.
- Iván Puni, artista, nacido en Kuokkala en 1894.
- Iliá Repin, pintor y escultor, vivió en Kuokkala desde principios del siglo XX hasta su muerte en 1930.
- Kornéi Chukovski, poeta y filólogo, vivió en Kuokkala desde 1906 hasta 1916.
- Elena Mrozóvskaya, fotógrafa, muerta en Kuokkala en 1941.[2]